# ホワイトコーク
ホワイトコーク（英語: White Coke）、あるいは無色のコカ・コーラ（ロシア語: Бесцветная кока-кола）は、ザ コカ・コーラ カンパニーが1940年代にソ連邦元帥ゲオルギー・ジューコフの要望にもとづいて製造した透明のコーラ（クリアコーラ）である。他のクリアコーラと同様、カラメル色素が加えられていないために無色透明だが、風味自体は元々のコーラと変わらない。

## 歴史

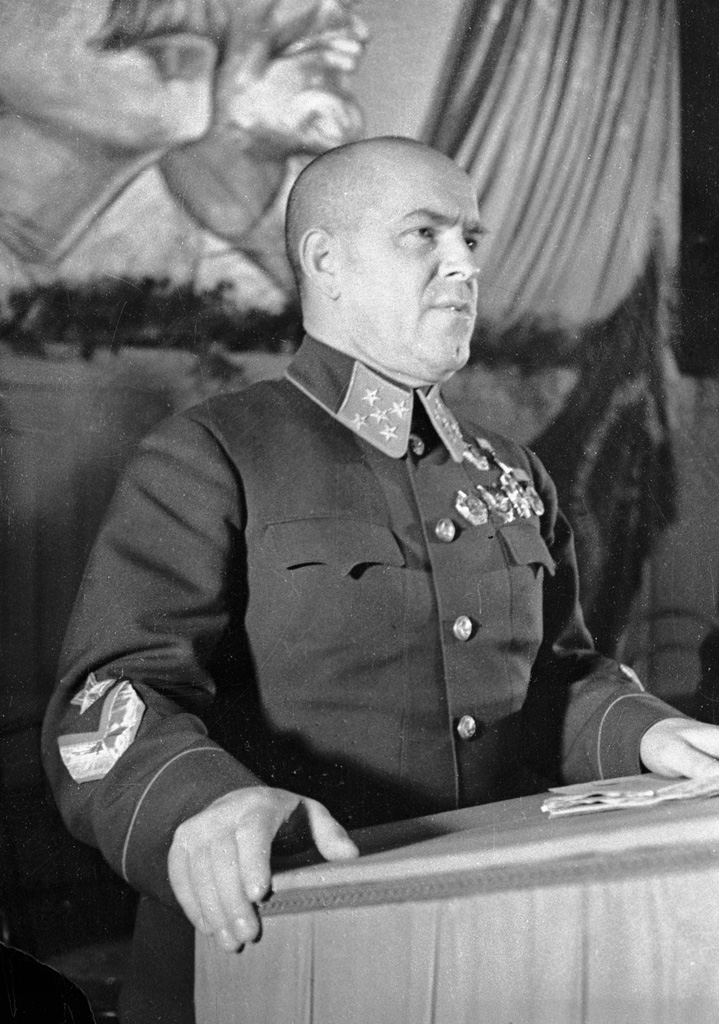
ゲオルギー・ジューコフ将軍。無色透明のコカ・コーラはジューコフの要望によって製造されたと言われており、後にホワイトコークと呼ばれることになる

ジューコフがコカ・コーラを初めて飲んだのは、第二次世界大戦中から終戦直後に行われたドワイト・D・アイゼンハワー将軍との会談においてであった。アイゼンハワーもまた、コカ・コーラを愛飲していたことで知られる。しかし、ソ連邦においてコカ・コーラは「アメリカ帝国主義」の象徴と見なされていたため、ジューコフはそのような飲み物を飲んでいるところを写真に撮られたり、あるいは愛飲していると報じられることを嫌がっていたと言われている。イギリスのジャーナリスト、トム・スタンデージによれば、裏付けとなる情報源は示されていないものの、ジューコフはのちにコカ・コーラをウォッカに見せかけて製造/梱包することは出来ないかと問い合わせたという。
伝えられるところでは、ジューコフの問い合わせはオーストリア米占領地域の司令官だったマーク・W・クラーク将軍を通じて米大統領ハリー・S・トルーマンの元へと届けられた。そして大統領府はザ コカ・コーラ・エクスポート・コーポレーション（the Coca-Cola Export Corporation）の会長ジェイムズ・ファーレイに接触した。当時、ファーレイはオーストリアを含む南東ヨーロッパでの38箇所のコカ・コーラ工場建設を監督している最中だった。ファーレイはジューコフからの「特別注文」への対応をコカ・コーラ社の技術監督ムラディン・ザルビツァ（Mladin Zarubica）に一任した。ザルビツァは大規模な瓶詰め工場の建設を監督するために1946年からオーストリアに派遣されていた。彼は化学者を雇い、コカ・コーラから着色料を取り除く手法を確立した。
この特別なクリアコーラ、すなわちホワイトコークの瓶は透明なガラスで作られており、直線的な形状をしていた。蓋は白色で、中央に赤い星が描かれていた。この瓶と王冠はブリュッセルのクラウン・コルク・アンド・シール・カンパニーで製造された。最初の出荷量は50箱だった。
この「特別注文」からコカ・コーラ社が得た思いがけない利益の1つは、オーストリアにおける規制の緩和だった。コカ・コーラ社の材料や製品は、ランバッハの瓶詰め工場とウィーンの倉庫の間で輸送される際、ソ連占領地域を通過する必要があった。通常、ソ連占領地域を通過する製品は税関で検査を行う必要があり、これには数週間を要していた。しかし、コカ・コーラ社の積荷は一切止められることがなかった。